# Łucznictwo na Letnich Igrzyskach Olimpijskich 1900 – sur la perche à la herse
Sur la perche à la herse było jedną z sześciu konkurencji łuczniczych na Letnich Igrzyskach Olimpijskich 1900. Zawody rozegrane zostały w dniach 15-16 lipca w Lasku Vincennes w Paryżu. Wzięło w nich udział 129 zawodników z 3 państw (Belgii, Francji i Holandii).
Tarcza, do której strzelali łucznicy, ustawiona była na wysokości 28 metrów.
Mistrzem olimpijskim został Belg Emmanuel Foulon. Belg Émile Druart i Francuz Auguste Serrurier uzyskali ten sam wynik, z tego względu obu przyznano srebrne medale.

## Wyniki
| Poz.   | Zawodnik           |
| ------ | ------------------ |
| złoto  | Emmanuel Foulon    |
| srebro | Auguste Serrurier  |
| srebro | Émile Druart       |
| 4-129  | nieznani zawodnicy |

Wyniki poszczególnych zawodników są nieznane.